# بانک بحرین و کویت
بانک بحرین و کویت (انگلیسی: Bank of Bahrain and Kuwait) شرکت خدمات مالی و بانکداری بحرینی است، که در سال ۱۹۷۱ تأسیس شد.